# Gorka Otxoa
Gorka Otxoa Odriozola (San Sebastián, 13 gennaio 1979) è un attore spagnolo.

## Biografia
Ha iniziato apparendo in modo sporadico in diverse serie televisive, come Hospital Central ed El comisario, entrambe produzioni di Telecinco. Ha avuto un ruolo particolarmente caratteristico nella teleserie basca Goenkale, fino a quando il suo personaggio morì a causa di un'intossicazione da carne. Successivamente, Óscar Terol e Borja Cobeaga si accorsero di lui per il programma di umorismo di ETB, Vaya semanita.
Dal 2007 al 2009 ha fatto parte della serie interpretata da Willy Toledo, Cuestión de sexo, in cui dava vita all'impacciato alunno della scuola guida, Gonzalo.
Nel 2009 è entrato a far parte del cast della versione spagnola del celebre programma statunitense Saturday Night Live. Nello stesso anno debuttò nel cinema come protagonista nel film diretto da Borja Cobeaga, Pagafantas, per il quale ottenne una nomination ai Premi Goya come miglior attore rivelazione. Sempre nel 2009 si unì al cast della terza stagione della serie di Antena 3, Doctor Mateo, dove interpretò Santiago Sagredo.
Nel 2011 ha debuttato con le pellicole ¿Estás ahí? diretta da Roberto Santiago e Lobos de Arga diretta da Juan Martínez Moreno.
Nel 2012 ha interpretato il ruolo principale nella pellicola Bypass, al fianco di Bárbara Goenaga, diretta da Patxo Tellería e Aitor Mazo. Il film è stato girato in euskera, anche se nella maggior parte dei casi gli attori hanno doppiato le proprie voci in castigliano.
Nel 2013 ha debuttato nella serie di Antena 3 Vive cantando, dove ha interpretato César Campillo García, socio insieme a Juanjo (interpretato da José Luis García Pérez) del karaoke La Bamba, situato nel quartiere La Gloria, e fidanzato di Lucía Alameda (interpretata da Roko), cameriera dello stesso locale. Inoltre, ha recitato nell'opera teatrale Los miércoles no existen, che si è protratta per quattro stagioni, dando in seguito origine a un film omonimo.
Nel 2014 ha recitato nella commedia teatrale Espacio, insieme a Eva Ugarte, Pablo Puyol e Mariam Hernández.
Nel 2015 si è unito alla terza stagione della serie di Antena 3 Velvet, interpretando Valentín. Nello stesso anno è uscito il film Los miércoles no existen, una commedia musicale diretta da Peris Romano e basata sull'opera teatrale omonima, e ha partecipato all'ottava stagione della serie di Televisión Española Águila Roja, in cui ha interpretato Zigor.
Nel 2016 è stato annunciato il suo ingaggio per la terza stagione della serie di Antena 3 Allí abajo. Ha inoltre partecipato all'opera Bajo terapia all'Auditorio e al Teatro Marquina di Madrid, insieme a Manuela Velasco e Fele Martínez, tra gli altri.
Nel 2017 ha recitato, insieme a Julián López, Miren Ibarguren e Javier Cámara, nella commedia Fe de etarras della piattaforma Netflix.
Nel 2024 ha vinto il Premio a Mejor Actor ai Premios Unión de Actores y Actrices Vascos, per la sua interpretazione nella serie televisiva Machos Alfa.

## Filmografia

### Cinema
- El palo, regia di Eva Lesmes (2001)
- Noviembre, regia di Achero Mañas (2003)
- Un poco de chocolate, regia di Aitzol Aramaio (2008)
- Pagafantas, regia di Borja Cobeaga (2009)
- ¿Estás ahí?, regia di Roberto Santiago (2011)
- Lobos de Arga, regia di Juan Martínez Moreno (2011)
- Bypass, regia di Aitor Mazo e Patxo Tellería (2012)
- Los miércoles no existen, regia di Peris Romano (2015)
- Igelak, regia di Patxo Tellería (2015)
- Reevolution, regia di David Sousa (2017)
- Fe de etarras, regia di Borja Cobeaga (2017)
- El Ascensor, regia di Daniel Bernal (2021)
- Para entrar a vivir, regia di Pablo Aragüés (2022)
- Eres tú, regia di Alauda Ruiz de Azúa (2023)

### Televisione
- Goenkale, ETB1 (1997–1999) – 100 episodi
- El comisario, Telecinco (2000; 2002) – 3 episodi
- Hospital Central (2002) – 1 episodio
- Cuéntame como pasó, La 1 (2001–2004) – 5 episodi
- Martin, ETB1/ETB2 (2003) – 2 episodi
- Vaya Semanita (2003–2005) – 4 episodi
- Los Serrano, Telecinco (2005) – 1 episodio
- Tirando a dar (2006) – 2 episodi
- Cafetería Manhattan, Antena 3 (2007) – 19 episodi
- Cuestión de sexo, Cuatro (2007–2009) – 35 episodi
- Doctor Mateo, Antena 3 (2009–2011) – 19 episodi
- Mi querido Klikowsky, ETB2 (2010) – 14 episodi
- Qué vida más triste, La Sexta (2010) – 1 episodio
- Plaza de España, La 1 (2011) – 11 episodi
- Vive cantando, Antena 3 (2013–2014) – 25 episodi
- Aupa Josu!, ETB1 (2014) – 1 episodio
- Águila Roja, La 1 (2015) – 3 episodi
- Velvet, Antena 3 (2015–2016) – 16 episodi
- Web Therapy, Movistar+ (2016) – 1 episodio
- Allí abajo, Antena 3 (2017–2018) – 17 episodi
- Hospital Valle Norte, La 1 (2019) – 10 episodi
- Diarios de la cuarentena (2020) – 8 episodi
- Paraíso, Movistar+ (2021–2022) – 9 episodi
- Un asunto privado, Amazon Prime Video (2021–presente) – 8 episodi
- Machos Alfa, Netflix (2022–presente) – 30 episodi

## Teatro
- Olvida los tambores (2007–2009)
- La ratonera (2010)
- Los miércoles no existen (2013–2015)
- Espacio (2014–2015)
- Continuidad de los parques (2014–2015)
- Sueño de una noche de verano, di William Shakespeare, insieme ad Aitziber Garmendia e altri (2016)
- Bajo terapia (2015–2017)
- Juntos, di Fabio Marra, insieme a Melani Olivares, Inés Sánchez e Kiti Manver (2018)